# Philips Stadion
Philips Stadion és un estadi de futbol situat a la ciutat d'Eindhoven als Països Baixos. El propietari del camp és el PSV Eindhoven, que hi juga els seus partits com a local. La seva capacitat màxima és de 35.119 espectadors, i és el tercer estadi amb major aforament de l'Eredivisie. Va ser inaugurat el 1913. Toon van Aken va ser l'encarregat de dissenyar-ne la construcció. La superfície és de gespa natural i les dimensions del terreny de joc són de 105 x 68 metres.